# Jean-Pascal Delamuraz
Jean-Pascal Delamuraz (1 de Abril de 1936 — 4 de Outubro de 1998) foi um político da Suíça.
Foi eleito para o Conselho Federal suíço em 7 de Dezembro de 1983 e terminou o mandato a 30 de Março de 1998.
Jean-Pascal Delamuraz foi Presidente da Confederação suíça em 1989 e 1996.